# Hubertus van Mook

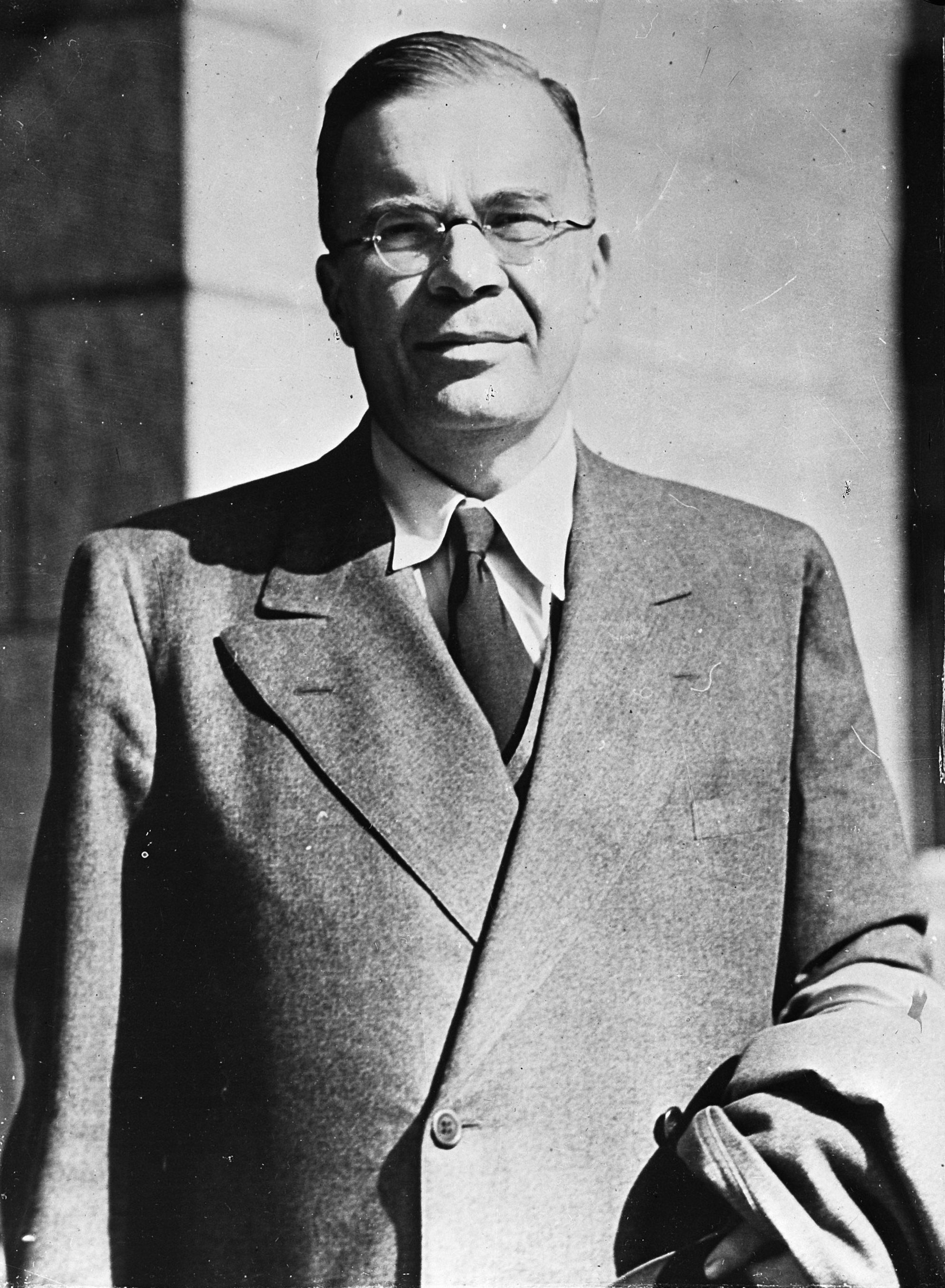
Hubertus van Mook (1945)

Hubertus Johannes (Huib) van Mook (* 30. Mai 1894 in Semarang in Niederländisch-Indien; † 10. Mai 1965 in L’Isle-sur-la-Sorgue, Frankreich) war ein niederländischer Kolonialbeamter und Politiker. Er war von 1942 bis 1945 Kolonialminister der niederländischen Exilregierung und bemühte sich anschließend bis 1948 als Chef der Kolonialverwaltung (Luitenant-Gouverneur-Generaal), die niederländische Macht im nach Unabhängigkeit strebenden Indonesien wiederherzustellen.

## Leben bis 1918
Huib van Mook wuchs als Sohn eines niederländischen Grundschulinspektors in Surabaja auf Java in der damaligen Kolonie Niederländisch-Indien (heutiges Indonesien) auf. Der Vater war ursprünglich römisch-katholisch, hatte sich aber von der Kirche distanziert, sodass der Sohn konfessionslos war. Dort schloss er 1912 die Höhere Bürgerschule ab und ging anschließend in die Niederlande, wo er 1912/13 an der Universität von Amsterdam und seit 1913 an der Technischen Hochschule Delft Chemie studierte. 1914 meldete er sich als Freiwilliger bei der Armee und studierte schließlich seit 1916 „Indologie“ (d. h. Indonesistik) an der Universität Leiden, wo er 1918 sein Diplom erhielt. In seinem Studium war er stark von der fortschrittlichen Leidener Schule der Indologie beeinflusst, die Christiaan Snouck Hurgronje und Cornelis van Vollenhoven vertraten.

## Arbeit in Niederländisch-Indien
Nach dem Studium kehrte van Mook in die Kolonie zurück und arbeitete in Semarang als Kontrolleur. 1921 wurde er Berater des Sultans von Yogyakarta für agrarische Angelegenheiten. Ein Studienurlaub in den Niederlanden, wo er 1925 bei Cornelis van Vollenhoven im „indischen“ Recht promovieren wollte, blieb ohne den gewünschten Abschluss. Zurück in Ostindien wurde van Mook assistent-resident der Polizei in Batavia (dem heutigen Jakarta). Außerdem war er von 1930 bis 1934 Redakteur der Zeitschrift De Stuw. Von 1931 bis 1934 gehörte er dem Volksraad an, einem parlamentsähnlichen Beratungsgremium für Niederländisch-Indien. Von 1934 bis 1941 war er Amtsleiter bzw. Direktor des Amts für wirtschaftliche Angelegenheiten in Buitenzorg (dem heutigen Bogor in Westjava).
Nach dem Rücktritt Charles Welters wurde van Mook am 20. November 1941 als Kolonialminister im Londoner Exilkabinett Gerbrandy II nominiert, blieb aber vorerst in der Kolonie. Seit dem 1. Januar 1942 amtierte er auch als stellvertretender Generalgouverneur (luitenant-Gouverneur-Generaal) von Niederländisch-Indien. Als japanische Truppen im Pazifikkrieg die Kolonie eroberten, floh er im Frühjahr 1942 nach Australien. Am 21. Mai 1942 wurde er aus dem – faktisch bereits wirkungslosen – Amt des stellvertretenden Generalgouverneurs entlassen und trat sein Amt als Exil-Kolonialminister an. In dieser Rolle verfasste er die am 7. Dezember 1942 von Königin Wilhelmina gehaltene und über Radio Oranje ausgestrahlte Rede über die zukünftigen Beziehungen zwischen den Niederlanden und ihren bisherigen Kolonien in einer künftigen Nachkriegsordnung. Als sich die Niederlage der Achsenmächte abzeichnete, ernannte die Königin van Mook 14. September 1944 erneut zum stellvertretenden Generalgouverneur (zusätzlich zu seinem Ministeramt), er blieb aber noch bis zur endgültigen Kapitulation Japans in Australien. Angesichts der großen geographischen Entfernung hatte er nur schwache Beziehungen zum Rest der Exilregierung in London, hatte in Fragen, die Niederländisch-Indien betrafen, aber weitgehende Befugnisse, autonom zu agieren.

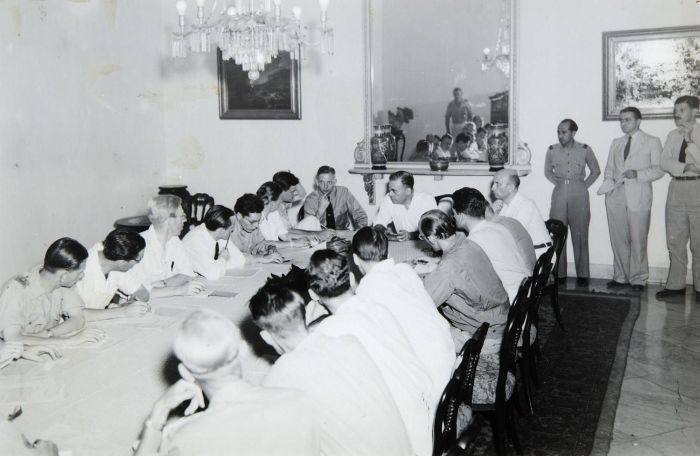
Van Mook informiert Journalisten im Juli 1947 über den Beginn der ersten „Polizeiaktion“ im Unabhängigkeitskrieg

Am 4. Oktober 1945 erreichte van Mook Batavia, um als luitenant-Gouverneur-Generaal (das Amt des eigentlichen Generalgouverneurs war vakant) die Leitung der Kolonialverwaltung zu übernehmen und die niederländische Macht im Archipel wiederherzustellen. Mittlerweile hatte allerdings Sukarno bereits die Unabhängigkeit der Republik Indonesien ausgerufen, die weite Teile Javas, Maduras und Sumatras kontrollierte. Da die Niederlande nicht über die Möglichkeit verfügten, die Kolonie vollständig zurückzuerobern und die Alliierten auch nicht bereit waren, sie dabei zu unterstützen, bemühte sich van Mook um Verhandlungen mit dem gemäßigteren Teil der Nationalisten. Er strebte ein föderales Indonesien an, in dem die frühere Kolonialmacht im Rahmen einer Niederländisch-Indonesischen Union noch einigen Einfluss haben sollte. Diesen Plan unterstützte auch die nach Kriegsende in den Niederlanden ins Amt gekommene Regierung Schermerhorn/Drees und er wurde im Linggadjati-Abkommen am 15. November 1946 mit Vertretern der Republik Indonesien vereinbart. 
Im Juli 1947 erklärte van Mook das Abkommen jedoch für gescheitert und die Niederlande begannen eine Militäroffensive, die sie verschleiernd als „Polizeiaktion“ bezeichneten. Auf Druck des UN-Sicherheitsrats wurde diese nach einigen Gebietsgewinnen auf Java und Sumatra wieder beendet. Auf dem amerikanischen Kriegsschiff USS Renville schlossen die beiden Seiten am 17. Januar 1948 einen Waffenstillstand. Die darin vereinbarte Demarkationslinie wurde auch als Van-Mook-Linie bezeichnet. Aufgrund zunehmender Spannungen mit der seit Mai 1946 in den Niederlanden amtierenden Regierung des Ministerpräsidenten Louis Beel, der die Indonesienfrage als Chefsache ansah und die bisherige Autonomie des Generalgouverneurs beschnitt, beantragte van Mook seinen Rücktritt, der ihm am 25. Oktober 1948 gewährt wurde. 
Durch eine Verfassungsänderung war das Amt des Generalgouverneurs mittlerweile durch einen Hohen Vertreter der niederländischen Krone in Batavia ersetzt, dieses Amt übernahm zum 3. November 1948 der bisherige Ministerpräsident Beel. Die neue Regierung Drees/Van Schaik bot van Mook einen Botschafterposten an, was dieser jedoch ablehnte. Ministerpräsident Willem Drees schlug vor, ihm den Ehrentitel eines Staatsministers zu verleihen, die Mehrheit des Kabinetts war jedoch dagegen. Im Dezember 1949 mussten die Niederlande der indonesischen Republik schließlich die volle Souveränität übertragen.

## Leben nach dem Kolonialkrieg
Von 1949 bis 1951 lehrte van Mook als Politikprofessor in Berkeley, dann trat er in den Dienst der Vereinten Nationen als Fachmann für Entwicklungsfragen. Seit 1960 lebte er in Frankreich, lehrte aber noch regelmäßig am Institute of Social Studies in Den Haag.

## Ehrungen
- Im Oktober 1940 verlieh die Rechtshochschule in Batavia van Mook die Ehrendoktorwürde in Wirtschaftswissenschaften.
- Am 4. September 1947 erhielt van Mook das Ridder grootkruis in de Orde van Oranje-Nassau.